# البدلة (فلم)
البدلة فيلم كوميدي مصري من إنتاج سنة 2018. الفيلم من إخراج محمد جمال العدل، قصة الفيلم لتامر حسني، وتأليف أيمن بهجت قمر، ومن بطولة تامر حسني، وأكرم حسني، ماجد المصري ، ودلال عبد العزيز، وطاهر أبو ليلة. عُرضَ الفيلم في موسم عيد الأضحى 1438هـ/2018.

## ملخص القصة
تدور القصة حول خال (اكرم حسني) وابن اخته (تامر حسني) الذين ولدا في نفس اليوم فاشلين في الحياة، يقرران الذهاب إلى حفلة تنكرية ويقومان بالتنكر بزي رجال الشرطة لمقابلة زملاءهم القدامى، الأمر الذي يجعل الجميع يعتقد بأنهما شرطيين حقيقيين لتقع لهم العديد من الأحداث والمشاكل.

## طاقم التمثيل
| - تامر حسني: وليد جمال - أكرم حسني:حماده عين العقل - أمينة خليل:ريم - ماجد المصري:ماركوس - دلال عبد العزيز:أم حمادة /نجاة أم وليد - محمود البزاوي:رئيس النيابة - محمد علاء:فيليبو - طاهر أبو ليلة:خياط البدل | - يارا فهمي: صديقه ريم - محمد سراج - عادل أنور - فخر الدين مراد - هيثم راضي: بشخصيته الحقيقية - حسن حسني:محيي بك مدير بنك - حسن الرداد:أبو وليد ضيف شرف - إيمي سمير غانم:أم وليد ضيف شرف | - أحمد زاهر:بشخصيتة الحقيقية - سلوى محمد علي:دكتورة ليلى العربي - ياسر علي ماهر:الدكتور صلاح - شريف حلمي: ضيف شرف - أحمد شوبير: بشخصيتة الحقيقية - مجدي عبد الغني: بشخصيتة الحقيقية - تامر أمين:المذيع - ضيف شرف - أوميت أوكور |

## طاقم العمل
طاقم عمل الفيلم:
- تأليف:
  - تامر حسني (فكرة)
  - أيمن بهجت قمر (مؤلف)
- إخراج:
  - محمد جمال العدل (مخرج)
  - لمياء عادل (مخرج منفذ)
- إنتاج:
  - وليد منصور
- تصوير:
  - أحمد فهيم
- مونتاج:
  - سولافة نور الدين (مونتاج)
- صوت:
  - أحمد جابر (مكساج)
- إنتاج:
  - وليد منصور (منتج)
- ملابس:
  - مونيا فتح الباب
- موسيقى:
  - خالد داغر (موسيقى تصويرية)
- دعاية:
  - يوسف عادل
  - عمرو عاصم (مصمم الإعلان التشويقي)
- ديكور:
  - رامي دراج (مدير فني)

## الإنتاج

### التصوير
في شهر ديسمبر من سنة 2017 تمت الموافقة على إنتاج الفيلم، وفي 8 ديسمبر بدأ المخرج محمد العدل تصوير أولى مشاهد الفيلم، حيث أعلن العدل على حسابه الشخصي على موقع التواصل الاجتماعي فيس بوك بدء التصوير قائلا: «بِسْم الله.. توكلنا على الله.. أول يوم تصوير.. معانا يااااارب».

## وصلات خارجية
- مقالات تستعمل روابط فنية بلا صلة مع ويكي بيانات